# 네덜란드 여자 축구 국가대표팀
네덜란드 여자 축구 국가대표팀(네덜란드어: Nederlands vrouwenvoetbalelftal 네데를란츠 프라우언붓발렐프탈[*])은 네덜란드를 대표하는 여자 축구 대표팀으로 네덜란드 왕립 축구 협회에서 운영하고 있다. 남자 대표팀과 마찬가지로 유럽 여자 축구 강호로 불리는 팀들 가운데 하나로 1971년 프랑스와의 경기에서 국제 A매치 첫 경기를 치렀다.

## 역사
국제 경기 데뷔전은 1971년 4월 17일 프랑스와의 경기로 여기서 0-4로 대패했다.
2017년에 엠블럼의 사자를 남자 대표팀의 수사자에서 암사자로 변경했다.

## 국제 대회 경력

### FIFA 여자 월드컵
월드컵 본선에는 3번 출전하여 처음으로 출전한 2015년 대회에서는 16강에 올랐고 그 다음 대회인 2019년 대회에서는 준우승을 차지하며 네덜란드 여자 축구 역사상 여자 월드컵 최고 성적을 기록했다. 2023년 대회에서 8강에 올랐다.

### UEFA 유럽 여자 축구 선수권 대회
유로 여자 대회 본선에는 3번 출전하여 처음으로 출전한 2009년 대회에서는 4강에 진출하는 돌풍을 일으켰고 2013년 대회에서는 조별리그에서 탈락했지만 자국에서 열린 2017년 대회에서는 사상 첫 메이저 대회 우승컵을 들어올리면서 네덜란드 여자 축구 역사의 한 페이지를 장식했다.

## 기타 국제 대회 경력
알가르브컵에는 6번 출전하여 이 중 2018년 대회에서 결승전 경기가 갑작스런 폭우로 취소되면서 스웨덴과 공동 우승을 차지했고 1995년과 1997년 그리고 2017년 대회에서는 5위에 이름을 올리며 11위에 그친 2019년 대회를 제외한 5번의 대회에서 모두 좋은 성적을 기록했다.

## 성적

### FIFA 여자 월드컵
| FIFA 여자 월드컵 기록 | FIFA 여자 월드컵 기록 | FIFA 여자 월드컵 기록 | FIFA 여자 월드컵 기록 | FIFA 여자 월드컵 기록 | FIFA 여자 월드컵 기록 | FIFA 여자 월드컵 기록 | FIFA 여자 월드컵 기록 | FIFA 여자 월드컵 기록 |                | 지역 예선 기록 | 지역 예선 기록 | 지역 예선 기록 | 지역 예선 기록 | 지역 예선 기록 | 지역 예선 기록 |
| 개최국과 년도         | 결과                  | Pos                   | 전                    | 승                    | 무*                   | 패                    | 득                    | 실                    | 전             | 승             | 무*            | 패             | 득             | 실             |                |
| 1991                  | 지역 예선 탈락        | 지역 예선 탈락        | 지역 예선 탈락        | 지역 예선 탈락        | 지역 예선 탈락        | 지역 예선 탈락        | 지역 예선 탈락        | 지역 예선 탈락        | 지역 예선 탈락 | UEFA 유로 1991 | UEFA 유로 1991 | UEFA 유로 1991 | UEFA 유로 1991 | UEFA 유로 1991 | UEFA 유로 1991 |
| 1995                  | 지역 예선 탈락        | 지역 예선 탈락        | 지역 예선 탈락        | 지역 예선 탈락        | 지역 예선 탈락        | 지역 예선 탈락        | 지역 예선 탈락        | 지역 예선 탈락        | 지역 예선 탈락 | UEFA 유로 1995 | UEFA 유로 1995 | UEFA 유로 1995 | UEFA 유로 1995 | UEFA 유로 1995 | UEFA 유로 1995 |
| 1999                  | 지역 예선 탈락        | 지역 예선 탈락        | 지역 예선 탈락        | 지역 예선 탈락        | 지역 예선 탈락        | 지역 예선 탈락        | 지역 예선 탈락        | 지역 예선 탈락        | 지역 예선 탈락 | 6              | 2              | 1              | 3              | 5              | 10             |
| 2003                  | 지역 예선 탈락        | 지역 예선 탈락        | 지역 예선 탈락        | 지역 예선 탈락        | 지역 예선 탈락        | 지역 예선 탈락        | 지역 예선 탈락        | 지역 예선 탈락        | 지역 예선 탈락 | 6              | 1              | 1              | 4              | 6              | 16             |
| 2007                  | 지역 예선 탈락        | 지역 예선 탈락        | 지역 예선 탈락        | 지역 예선 탈락        | 지역 예선 탈락        | 지역 예선 탈락        | 지역 예선 탈락        | 지역 예선 탈락        | 지역 예선 탈락 | 8              | 5              | 0              | 3              | 15             | 7              |
| 2011                  | 지역 예선 탈락        | 지역 예선 탈락        | 지역 예선 탈락        | 지역 예선 탈락        | 지역 예선 탈락        | 지역 예선 탈락        | 지역 예선 탈락        | 지역 예선 탈락        | 지역 예선 탈락 | 8              | 5              | 2              | 1              | 30             | 7              |
| 2015                  | 16강                  | 13위                  | 4                     | 1                     | 1                     | 2                     | 3                     | 4                     | 14             | 11             | 2              | 1              | 50             | 9              |                |
| 2019                  | 준우승                | 2위                   | 7                     | 6                     | 0                     | 1                     | 11                    | 5                     | 12             | 9              | 2              | 1              | 30             | 4              |                |
| 2023                  | 8강                   | 8위                   | 5                     | 3                     | 1                     | 1                     | 12                    | 4                     | 8              | 6              | 2              | 0              | 30             | 3              |                |
| 2027                  | 미정                  | 미정                  | 미정                  | 미정                  | 미정                  | 미정                  | 미정                  | 미정                  | 미정           | 미정           | 미정           | 미정           | 미정           | 미정           | 미정           |
| Total                 | 3/10                  | 12th                  | 16                    | 10                    | 2                     | 4                     | 26                    | 13                    | 62             | 39             | 10             | 13             | 166            | 56             |                |

- Draws include knockout matches decided on penalty kicks.

### 올림픽 축구
| 하계 올림픽 기록 | 하계 올림픽 기록 | 하계 올림픽 기록 | 하계 올림픽 기록 | 하계 올림픽 기록 | 하계 올림픽 기록 | 하계 올림픽 기록 | 하계 올림픽 기록 | 하계 올림픽 기록 |                | 지역 예선 기록                   | 지역 예선 기록                   | 지역 예선 기록                   | 지역 예선 기록                   | 지역 예선 기록                   | 지역 예선 기록                   |                                  |
| 개최국과 년도    | 결과             | Pos              | 전               | 승               | 무*              | 패               | 득               | 실               | 전             | 승                               | 무*                              | 패                               | 득                               | 실                               |                                  |                                  |
| 1996             | 지역 예선 탈락   | 지역 예선 탈락   | 지역 예선 탈락   | 지역 예선 탈락   | 지역 예선 탈락   | 지역 예선 탈락   | 지역 예선 탈락   | 지역 예선 탈락   | 지역 예선 탈락 |                                  |                                  |                                  |                                  |                                  |                                  |                                  |
| 2000             | 지역 예선 탈락   | 지역 예선 탈락   | 지역 예선 탈락   | 지역 예선 탈락   | 지역 예선 탈락   | 지역 예선 탈락   | 지역 예선 탈락   | 지역 예선 탈락   | 지역 예선 탈락 |                                  |                                  |                                  |                                  |                                  |                                  |                                  |
| 2004             | 지역 예선 탈락   | 지역 예선 탈락   | 지역 예선 탈락   | 지역 예선 탈락   | 지역 예선 탈락   | 지역 예선 탈락   | 지역 예선 탈락   | 지역 예선 탈락   | 지역 예선 탈락 |                                  |                                  |                                  |                                  |                                  |                                  |                                  |
| 2008             | 지역 예선 탈락   | 지역 예선 탈락   | 지역 예선 탈락   | 지역 예선 탈락   | 지역 예선 탈락   | 지역 예선 탈락   | 지역 예선 탈락   | 지역 예선 탈락   | 지역 예선 탈락 |                                  |                                  |                                  |                                  |                                  |                                  |                                  |
| 2012             | 지역 예선 탈락   | 지역 예선 탈락   | 지역 예선 탈락   | 지역 예선 탈락   | 지역 예선 탈락   | 지역 예선 탈락   | 지역 예선 탈락   | 지역 예선 탈락   | 지역 예선 탈락 |                                  |                                  |                                  |                                  |                                  |                                  |                                  |
| 2016             | 지역 예선 탈락   | 지역 예선 탈락   | 지역 예선 탈락   | 지역 예선 탈락   | 지역 예선 탈락   | 지역 예선 탈락   | 지역 예선 탈락   | 지역 예선 탈락   | 지역 예선 탈락 |                                  |                                  |                                  |                                  |                                  |                                  |                                  |
| 2020             | 8강              |                  |                  |                  |                  |                  |                  |                  |                |                                  |                                  |                                  |                                  |                                  |                                  |                                  |
| 2024             | 지역 예선 탈락   | 지역 예선 탈락   | 지역 예선 탈락   | 지역 예선 탈락   | 지역 예선 탈락   | 지역 예선 탈락   | 지역 예선 탈락   | 지역 예선 탈락   | 지역 예선 탈락 | 2023-24년 UEFA 여자 네이션스리그 | 2023-24년 UEFA 여자 네이션스리그 | 2023-24년 UEFA 여자 네이션스리그 | 2023-24년 UEFA 여자 네이션스리그 | 2023-24년 UEFA 여자 네이션스리그 | 2023-24년 UEFA 여자 네이션스리그 | 2023-24년 UEFA 여자 네이션스리그 |

### UEFA 유럽 여자 축구 선수권 대회
- 1984년~2005년: 진출 실패
- 2009년: 8강
- 2013년: 조별 리그
- 2017년: 우승
- 2022년: 8강
- 2025년:

## 역대 감독
| 감독                | 임기        |
| ------------------- | ----------- |
| 사리나 비흐만(임시) | 2015        |
| 사리나 비흐만       | 2017 ~ 2021 |
| 안드리스 용커르     | 2022 ~      |

## 같이 보기
- 네덜란드 축구 국가대표팀